# Керлеут (Джанкойський район)
Керлеут, Керлевю́т (крим. Kerlevüt) — зникле село в Джанкойському районі Автономної Республіки Крим, що розташовувалося в центрі району, на правому березі річки Стальна, приблизно навпроти сучасного села Ізумрудне.

## Населення
| - 1805 — 155 ос. - 1864 — 38 ос. - 1889 — 39 ос. - 1892 — 0 ос. | - 1900 — 100 ос. - 1915 — 47/96 ос. - 1926 — 109 ос. |

## Історія
За з Камеральним Описом Криму… 1784, в останній період Кримського ханства Кирлеут входив в Діп Чонгарський кадилик Карасубазарського каймаканства. Після анексії Кримського ханства Росією (8) 19 квітня 1783 року, (8) 19 лютого 1784 року, іменним указом Катерини II сенату, на території колишнього Кримського Ханства була утворена Таврійська область і село було приписано до Перекопського повіту. Після Павловських реформ, з 1796 по 1802 рік, входила до Перекопського повіту Новоросійської губернії. За новим адміністративним поділом, після створення 8 (20) жовтня 1802 Таврійської губернії, село було включено до складу Біюк-Тузакчинської волості Перекопського повіту.
За Відомістю про всі селища в Перекопському повіті, що складаються зі свідченням у якій волості скільки числом дворів і душ … від 21 жовтня 1805 в селі Керлеут було 25 дворів, 149 кримських татар, 5 циган і 1 ясир. На військово-топографічній карті генерал-майора Мухіна 1817 в Кірлеуті позначено 28 дворів. Після реформи волосного поділу 1829 року Керлеут, за «Відомістю про казенні волості Таврійської губернії 1829 року» залишився у складі перейменованої Тузакчинської волості. На карті 1836 в селі 26 дворів, як і на карті 1842 року.
У 1860-х роках, після земської реформи Олександра II, село приписали до Байгончекської волості. У «Списку населених місць Таврійської губернії за відомостями 1864 року», складеному за результатами VIII ревізії 1864 року, Керлеут — власницьке татарське село з 10 дворами, 38 жителями та мечеттю при затоці Сиваш, за "Пам'ятною книжкою Керлеут стояв покинутий, зважаючи на еміграцію кримських татар, особливо масової після Кримської війни 1853—1856 років, до Туреччини. На карті 1865-76 року в селі Керлеут, мабуть, вже заселеної вихідцями з материка, позначено 9 дворів. У «Пам'ятній книзі Таврійської губернії 1889 року», за результатами Х ревізії 1887 року, записано Керлеут, у якому було 5 дворів і та 39 жителів.
Після земської реформи 1890 року Керлеут віднесли до Богемської волості. У «Пам'ятній книжці Таврійської губернії на 1892 рік» у відомостях про Богемську волость жодних даних про село, крім назви, не наведено.
Після будівництва в 1892 році залізничної лінії Джанкой — Феодосія, почалося бурхливе зростання Джанкоя і Керлеут виявився практично біля околиці нового міста. У «…Пам'ятній книжці Таврійської губернії на 1900 рік» у селищі Керлеут було 100 жителів у 14 дворах — мабуть, пов'язаних із залізничним будівництвом, оскільки за Статистичним довідником Таврійської губернії 1915 року в Богемській волості Перегорського повіту — 2 двори, 13 приписних жителів; А. Мошкалова — 2 двори, 7 приписних мешканців та 2 хутори Керлеут-Шереп: І. Мошкалова — 1 двір, 25 приписних та 26 «сторонніх»; В. Л. Мошкалова — 1 двір, 2 приписні і 70 «сторонніх».
Після встановлення в Криму Радянської влади за постановою Кримрівкому від 8 січня 1921 року № 206 «Про зміну адміністративних кордонів» було скасовано волосну систему і у складі Джанкойського повіту було створено Джанкойський район. У 1922 повіти перетворили на округи. 11 жовтня 1923 року, згідно з постановою ВЦВК, до адміністративного поділу Кримської АРСР було внесено зміни, внаслідок яких округи було ліквідовано, основною адміністративною одиницею став Джанкойський район і село включили до його складу. Згідно зі Списком населених пунктів Кримської АРСР по Всесоюзному перепису 17 грудня 1926 року, у складі Німецько-Джанкойської сільради Джанкойського району було два хутори Керлеут. В одному вважалося 27 дворів, всі селянські, населення становило 109 осіб: 66 вірмен, 40 росіян, 2 українці та 1 болгарин; в іншому — 5 дворів, 28 жителів (22 вірмени, 4 болгарини, 2 українці. Два населених пункти з назвою Керлеут позначені на карті Генштабу Червоної Армії 1941 року, що складалася в основному за матеріалами карт 1920-х років. Надалі у доступних джерелах Керлеут не зустрічається.